# NGC 3503
NGC 3503 ist die Bezeichnung eines Emissionsnebels mit einem eingebetteten offenen Sternhaufen im Sternbild Carina. Das Objekt wurde am 1. April 1834 von John Herschel entdeckt.